# 石抹不老
石抹不老，元朝初年将领，契丹族，世居太原，河中府船桥水手军总管石抹按只的儿子。
至元十年（1273年），石抹按只去世，代领其军，跟随元军主力攻打嘉定（今四川省乐山市）。至元十二年，攻克嘉定城，在大佛滩追斩南宋将领鲜于都统。随后参与攻打紫云关、泸州、叙州等城，多次建功。至元十五年，攻克重庆，南宋都统赵安降元，擒获总管黄亮。次年，受命承袭父职，担任怀远大将军、船桥军马总管，更赐金虎符，兼夔路镇守副万户。至元十八年（1281年），忽必烈令他领蒙古、汉军三千镇守施州（今湖北省恩施市），平服大小盘诸峒蛮族，授任为保宁（今四川省阆中市）等处万户。